# Pandanus latiloculatus
Espèce
Pandanus latiloculatus Huynh est une espèce de plantes de la famille des Pandanaceae. Elle est endémique du Cameroun.